# Wildchild (Musikproduzent)
Wildchild ist ein Pseudonym des britischen Musikproduzenten Roger McKenzie (* 1971 in Southampton, Hampshire; † 25. November 1995, ebenda). Seinen größten kommerziellen Erfolg hatte er mit der Single Renegade Master ’98 erst nach seinem Tod.

## Werdegang
Roger McKenzie wuchs in Southampton auf, bevor er 1991 nach Brighton zog. Dort arbeitete er als Underground-House-DJ und veröffentlichte vier EPs namens Wildtrax, seine ersten eigenen Produktionen als Wildchild bei Loaded Records.
1995 gelang mit Legends of the Dark Black – Part Two zum ersten Mal der Sprung in Top 40 der britischen Charts (Platz 34), das darauf enthaltene Stück Renegade Master erreichte einige Monate später als eigenständige Singleveröffentlichung sogar Platz 11. In dieser Zeit gründete McKenzie auch sein eigenes Label Dark Black Recordings. Gemeinsam mit seiner Managerin Donna Snell versuchte er, in New York Fuß zu fassen, bevor er am 25. November 1995 an einem Herzanfall starb. Seinen größten kommerziellen Erfolg sollte er nicht mehr erleben.
Für den Track Jump to My Beat, der Ende 1996 auf Platz 30 der UK-Charts stand, hatte McKenzie mit Todd Terry zusammengearbeitet. Ebenfalls postum erschien ein 1997 von Fatboy Slim angefertigter Remix von Renegade Master, der zu Beginn des Jahres 1998 Platz drei der britischen und Platz 88 der deutschen Hitparade erreichte und somit der größte Hit von Wildchild wurde. Bad Boy war im April 1998 das letzte Werk McKenzies, das eine Chartnotierung im Vereinigten Königreich erzielen konnte (Platz 38).

## Diskografie

### Alben
- 1995: The Best of Wildtrax
- 1997: Bad Boy US Mixes
- 2008: The Wildchild Experience: The Best of Wildtrax

### Singles und EPs
- 1991: Wildtrax Vol. 1
- 1993: Wildtrax Vol. 2
- 1993: Wildtrax Vol. 3
- 1993: Wildtrax Vol. 4
- 1993: 100% Wild
- 1994: The Best of Wildtrax (4 Tracks)
- 1995: Legends of the Dark Black – Part One
- 1995: Legends of the Dark Black – Part Two
- 1995: Renegade Master
- 1995: Wildtrax Vol. 5
- 1996: Jump to My Beat
- 1996: Child Play
- 1997: Renegade Master ’98
- 1997: The Unreleased Project
- 1997: Love Each Other
- 1998: Bad Boy (feat. Jomalski)
- 1998: Bad Boy Remixes
- 2000: Renegade Master (UK Garage Remix)
- 2004: Helms Deep / Ultra Orange (Audio & Wildchild)
- 2008: Bring It on Down